# Woody Herman
Woodrow Charles (Woody) Herman  (Milwaukee (Wisconsin), 16 mei 1913 - Los Angeles (Californië), 29 oktober 1987) was een Amerikaanse jazz-klarinettist, saxofonist (alt en sopraan), zanger en bigbandleider.

## Het begin
Herman was een muzikaal wonderkind op saxofoon, later leerde hij daarnaast klarinet. Toen hij 9 jaar was, trad hij al op in vaudeville-theaters, ook als zanger en danser. Op 15-jarige leeftijd werd hij een professionele saxofoonspeler. In 1931 ontmoette hij een beginnend actrice, Charlotte Neste, met wie hij later zou trouwen. In Chicago speelde hij kort in de band van Tom Gerun, waarin hij ook zong ("Lonesome Me" en "My Heart's at Ease" zijn de eerste opnames met Herman als zanger). Daarna sloot hij zich aan bij Harry Sosnik en toerde hij met Gus Arnheim. In 1934 ging hij naar het orkest van Isham Jones, die vele populaire liedjes op zijn naam had staan, zoals "It Had To Be You". Jones had op een gegeven moment genoeg van zijn bestaan als bandleider, wilde van de royalty's van zijn liedjes leven en stopte ermee (in 1936). Met de belangrijke leden van de band begon Woody Herman nu een eigen orkest.

## The Band That Plays The Blues en First Herd
Woody Hermans eerste band werd bekend als The Band That Plays The Blues, vanwege zijn bewerkingen van blues-songs. In 1939 scoorde Herman een grote hit met "Woodchopper's Ball" en werd zo een van de leidende orkesten in het late swing-tijdperk. De band zou in de loop van de jaren verschillende personeelswisselingen ondergaan. In 1944 kwamen onder meer Neal Hefti, Ralph Burns, Flip Philips en Bill Harris bij de band. De groep in deze samenstelling ging 'Herman's Herd' heten, en zou later 'First Herd' genoemd worden, omdat er nog verschillende Herds zouden volgen. Het repertoire van de groep veranderde. Herman's First Herd werd nu beïnvloed door de muziek van Duke Ellington en Count Basie. De groep combineerde bop en swing in levendige, swingende arrangementen. Eind 1944 sloot First Herd een platencontract met Columbia Records en in februari 1945 werd onder meer "Caldonia" opgenomen, dat een grote hit werd. Andere hits waren "Laura" en "Northwest Passage". De band werd zeer populair en wist zelfs Igor Stravinsky te imponeren. De klassieke componist componeerde speciaal voor het orkest "Ebony Concerto" (1945, in de woorden van Herman "een zeer delicaat en zeer triest stuk"), dat in maart 1946 in Carnegie Hall zijn première had. In 1946 won de band in de bladen Downbeat, Metronome, Billboard en Esquire de polls van het beste orkest. Op het hoogtepunt van het (ook commerciële) succes, stopte Herman met de band, om meer aandacht aan zijn vrouw te geven, die een alcoholprobleem had. In dat jaar, 1946, legden meer swing-orkesten het loodje: het was het einde van het swingtijdperk.

## Second Herd en andere bands
In 1947 kwam Woody Herman met zijn 'Second Herd', waarvan de saxofoonsectie met vier saxofonisten (drie tenorsaxofonisten en een baritonsaxofonist) bekend zou worden als 'The Four Brothers'. De saxofonisten waren Zoot Sims, Herbie Steward, Serge Chaloff en Stan Getz. 'Four Brothers' was ook de titel van een song van Jimmy Giuffre, die de groep in december dat jaar opnam. Andere bandleden waren onder meer Al Cohn, Gene Ammons, Oscar Pettiford en Shelly Manne. De groep scoorde hits als "Early Autumn" en "The Goof and I". In 1947 verscheen de band in de film New Orleans. De Second Herd, die ook beïnvloed werd door bebop (te horen in bijvoorbeeld "Lemon Drop"), was actief tot 1949.
Na de Second Herd formeerde Woody Herman nog vele andere Herds, groot en klein, die misschien niet meer zo origineel waren, maar altijd garant stonden voor muzikale kwaliteit. De 'Third Herd' (1950-1956) toerde met succes in 1954 door Europa. Daarna volgden 'Anglo American Herd' (geformeerd in 1959) en 'Swinging Herd' (1962). In de jaren zestig onderging het orkest invloeden van de rock-'n-roll. Eind jaren zestig nam Herman verschillende jazzrock-muzikanten in zijn band op.

## Jaren zeventig en later
Herman toerde uitgebreid in de jaren zeventig. In 1974 begeleidde Woody Herman en zijn New Thundering Herd-zanger Frank Sinatra in een reeks concerten, 'The Main Event', waaronder het op tv uitgezonden concert in Madison Square Garden, New York. In 1976 vierde Herman zijn 40-jarig jubileum als bandleider met een concert in Carnegie Hall, New York.
In de jaren tachtig keerde Herman terug naar de pure jazz. Rond 1980 kreeg hij een platencontract bij Concord en maakte enkele platen. Hij werkte onder meer aan de West Coast en keerde in 1985 terug naar New York, waar hij met opnieuw jonge muzikanten speelde in Blue Note Jazz Club. In 1986 volgde zijn 50-jarig jubileum met een nieuw orkest.
Door een belastingschuld uit de jaren zestig (mede dankzij eigen onverschilligheid en te grote risico's genomen door een boekingsagent) was Herman gedwongen tot in de jaren tachtig op te treden. Toen hij door ziekte niet meer kon toeren, kwam de belastingdienst langs en verloor hij zijn huis en bezittingen. Doordat een bevriend jurist boven tafel wist te krijgen dat de belastingdienst zelf mede schuldig was aan de ontstane situatie, mocht Herman tot zijn overlijden wel in het huis blijven wonen.
Woody Herman was een belangrijke swing-klarinettist, maar zijn grootste verdienste was dat hij innovatieve en creatieve bands formeerde met een hoge muzikale kwaliteit. Dat maakt hem tot een van de belangrijke persoonlijkheden in de jazz van de twintigste eeuw.
Woody Herman overleed in 1987 op 74-jarige leeftijd aan de gevolgen van longontsteking.